# Hypalastoroides impunctatus
Hypalastoroides impunctatus är en stekelart som beskrevs av Giordani Soika 1982. Hypalastoroides impunctatus ingår i släktet Hypalastoroides och familjen Eumenidae. Inga underarter finns listade i Catalogue of Life.